# Родство у казахов

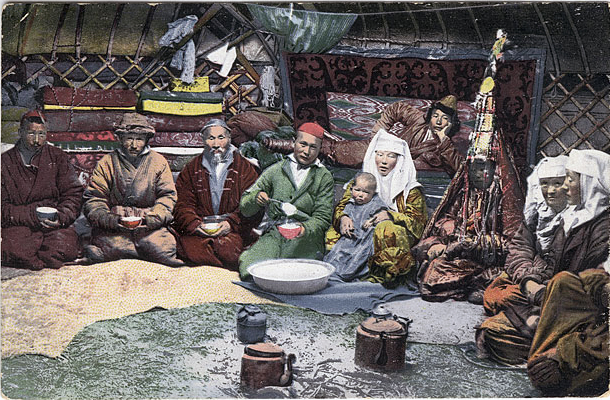
Казахская семья в юрте, справа - невестка в саукеле, фото 1911 года

Казахи объединяются по родам (ру).

## Ру
Ру — патриархальный род, ведущий своё происхождение от одного предка в седьмом колене и более. С обязанностью помогать друг другу в беде. С общим боевым кличем — ұран. 
Ата — дед. Все братья дедушки (родные, двоюродные и т. п.) тоже называются дедами 
.
Аке (каз. әке), коке (каз. көке) — отец. Братья отца (родные, двоюродные и т. п.) считаются братьями, невзирая на их дальность, но называются ага (старший брат).
Бала — сын. Дети братьев считаются сыновьями, но называются ини (каз. іні – младший брат).
Немере — внук, также двоюродный брат (сестра) (немере аға, немере іні и сестры: немере апа немере қарындас).
Шобере (каз. шөбере) — правнук, также троюродный брат (сестра) (шөбере аға, шөбере іні и сестры: шөбере-апа шөбере-қарындас).
Шопшек (каз. шөпшек) — праправнук, четвероюродный брат.
Немене — прапраправнук, пятиюродный брат. В наше время все чаще родственники общаются только до трёх колен. Однако запрещаются брачные отношения между родственниками до семи колен.
Туажат — прапрапраправнук, шестиюродный брат.

## Степени родства

### Оз журты (каз.Өз жұрты)
Буквально «собственный народ, собственные родственники», люди из одного ру или племени (определяется у казахов по отцу). У замужних женщин «төркін».
К оз журты относятся ата — дедушка, аже (каз. әже) — бабушка, аке (каз. әке) — отец, на юге Казахстана так называют старших братьев, ана — мама, апке — тетя (на севере — также старшая сестра), тате — дядя, но на Севере и Юге Казахстана так называют тетю, ага (каз. аға) — старший брат, апке (каз. әпке) — старшая сестра, синли (каз. сіңлі) — старшая сестра так называет младшую сестрёнку, ини (каз.  іні) — младший братишка, карындас (каз. қарындас)— старший брат так называет младшую сестрёнку, жиен — внуки со стороны дочери, жиеншар — правнуки со стороны дочери, женге (каз. жеңге) — жена старшего брата, жезде — муж старшей сестры.

### Нагашы журт(каз.Нағашы жұрт)
Родственники со стороны матери. Мужская часть зовётся нагашы, женская — нагашы-апа. Нагашы запрещается наказывать племянника. Племянник для Нагашы жиен.
Боле (каз. бөле) — дети сестер, по ру или племени.
Также сюда относятся балдыз (каз. балдыз) — младшие братишки и сестрёнки жены, бажа (каз. бажа) — мужья родных сестер друг другу бажа.

### Кайын журт(каз.Қайын жұрт)
Родственники со стороны жены. Отец жены (мужа) — кайын-ата, мать — ана. Старшие братья жены — кайын-ага (—апа), младшие — балдыз, кайын для жён. Абысын — жены братьев так называют друг друга, бажа — мужья сестёр к друг другу.

### Кудалар(каз.Құдалар)
Родственники через женитьбу детей. Отец зятя или невестки — құда, мать — құдағи, а в западных городах - "құдағай", братья — құда бала, сестры — құдаша. При церемонии сватовства, особую роль играет т.н. «Бас құда», которым назначают особо уважаемого человека.

## Обязанности родственников
Асар — помощь при строительстве дома. Родственник, которому строили дом, обязан был накормить помощников.
Зекет — помощь неимущему родственнику. Перед весенней кочёвкой родственники выделяли неимущим скот и домашний инвентарь.
Бауырына салу (немере алу) — традиция, согласно которой молодые родители отдают своего первенца (каз «тұңғыш бала») на воспитание бабушки и дедушки или других старших родственников.